# Влада Урошевић
Влада Урошевић (Скопље, 17. октобар 1934) српски је књижевник, преводилац, књижевни и ликовни критичар и бивши универзитетски професор из Северне Македоније. Инострани члан Српске академије науке и уметности постао је од 2. новембра 2006.

## Биографија
Основне студије завршио је на Филозофском факултету Универзитета у Скопљу; Филолошки факултет Универзитета у Скопљу, а докторат је одбранио 1987. године. Био је запослен на Филолошком факултету Универзитета у Скопљу, редовни професор (1988) у пензији.
Члан је Македонски ПЕН центар и Друштва писаца Македоније.
Објавио је десетак збирки поезије, четири књиге прича, пет романа, седам књига критика и есеја, две књиге путописа, две књиге из области ликовних уметности, десетак антологија.
Књиге Влада Урошевића преведене су на енглески, немачки, француски, шпански, пољски, руски, српски, бугарски и словеначки језик.
Додељен му је Сретењски орден првог реда (2024).

## Признања и награде
Влада Урошевић је за свој рад добио следећа признања и награде:
- Награда „Браћа Миладиновци“ (1967, 1973, 1986)
- „Григор Прличев“ (1974, 1989)
- „Рациново признање“
- „Кирил Перчиновиќ-Тетоец“
- Награда „Младости”
- Награда издаваче куће Нолит
- Награда „Халиде Едип Адивар“, турски П.Е.Н. центар
- Награда „ Велико летеће перо“, Међународни песнички фестивал „Словенски загрљај“ (Варна)
- Витез Реда уметности и књижевности, Влада Републике Француске
- Официр Реда уметности и књижевности, Влада Републике Француске
- Oрден „Сергеј Јесењин“, Московска организација Савеза писаца Русије (2013)

## Дела

### Поезија
- Један други град (1959)
- Невиделица (1962)
- Летња киша (1967)
- Звездана вага (1973)
- Ронилачко звоно (1975)
- Сневач и празнина (1979)
- Компас за сан (1984)
- Хипнополис (1986)
- Панична планета (1989)
- Атлантида, остаци (1992)
- Тајно злато (2016)
- Лавиринт (2019)

### Романи
- Укус бресака (1964)
- Дворски песник у направи за летење (1996)
- Дивља лига (2000)
- Моја рођака Емилија (1994)
- Змајева невеста (2011)
- Маџун (2018)

### Књиге прича
Знаци (1962) 
Лов на једнороге (1983)
Скопске приче (1988) 
Седма страна коцке (2010)
Тајна мисија (2013)

### Књиге критика и есеја
- Савременици (1971)
- Подземна палата (1987)
- Астролаб (2000),
- Чуда и чудовишта: о фантастици у сликарству (2001)
- Измишљени светови: о надреализму у сликарству (2003)
- Избор по сродности (2005)

### Путописи
- Приче из Париза (1997)